# Ondergoed

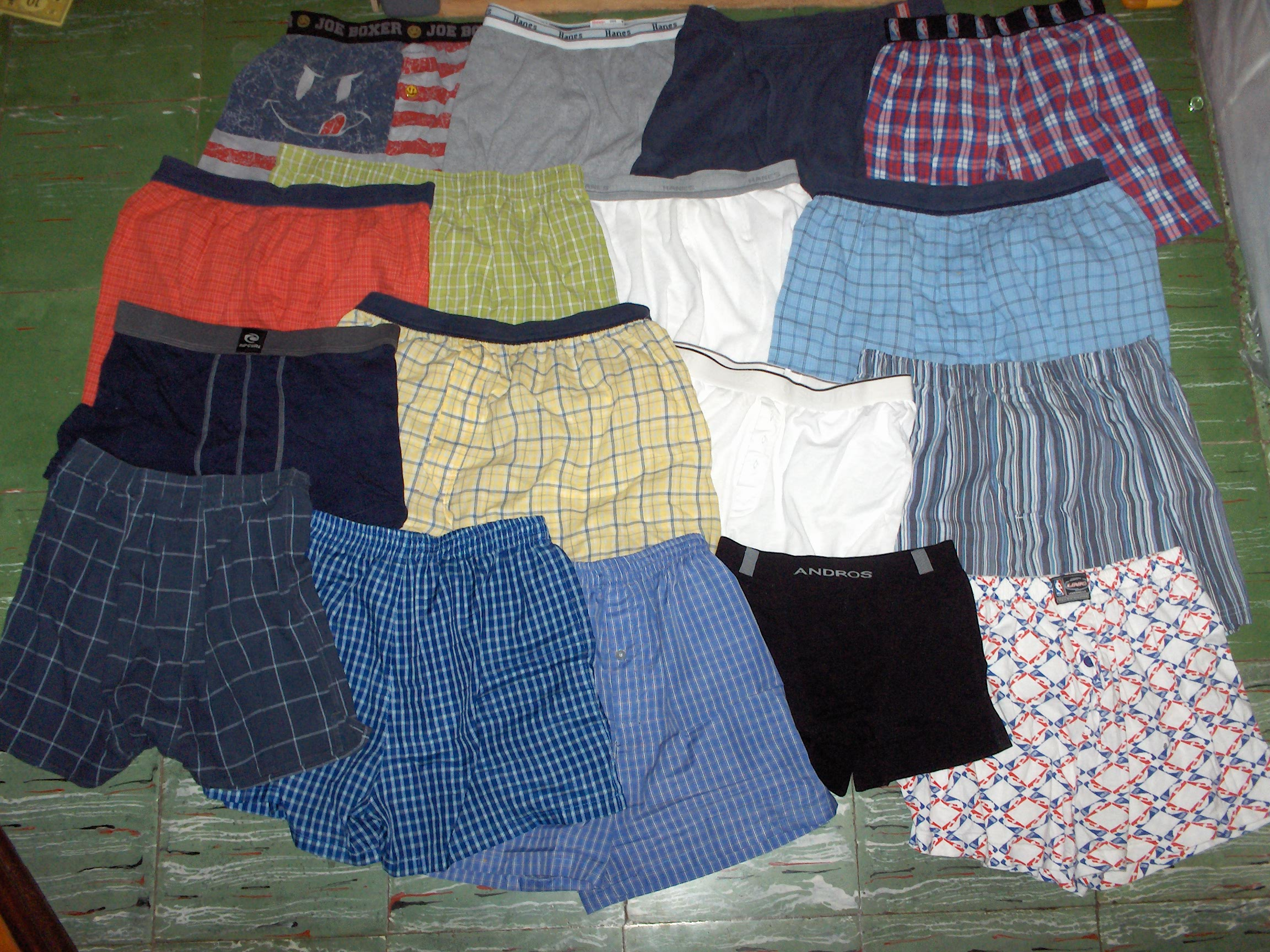
Boxershorts voor mannen

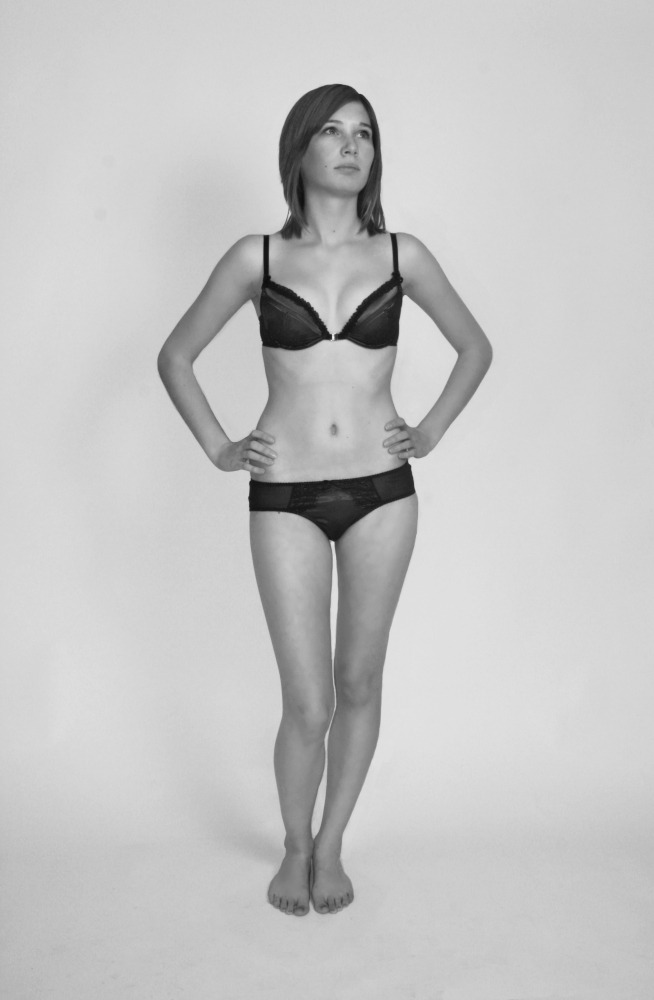
Beha en onderbroek zijn de basiskleding voor de meeste vrouwen

Ondergoed is kleding die direct op de huid gedragen wordt, doorgaans onder andere kleding. Het dragen van ondergoed heeft vooral hygiënische redenen, maar het zorgt ook voor steun, een hoger draagcomfort en meer privacy. Bij koud weer wordt soms extra lang of dik ondergoed gedragen. Sommige soorten ondergoed worden om erotische redenen gedragen. Verschillende soorten ondergoed kunnen bovendien als nachtkleding gedragen worden. Daarnaast kan ondergoed ook een religieuze functie hebben. Wat wel en geen ondergoed is, hangt grotendeels af van sociale normen, mode en wetten. Een broek met op de elastische band bovenaan in grote letters de merknaam wordt bijvoorbeeld vaak bedoeld en opgevat als onderbroek.
Ondergoed kan ingedeeld worden in boven- en onderstukken, waarbij de eerste de romp bedekken en de tweede (de onderbroek) onder de taille gedragen worden. Er bestaan stukken ondergoed die beide delen bedekken. Veel voorkomende kledingstukken voor vrouwen zijn de beha en een slip, terwijl mannen slips of boxershorts dragen. Ook andere kledingstukken kunnen als ondergoed dienen, zoals T-shirts en topjes.

## Functie
Ondergoed heeft meerdere functies. Een van de redenen waarom mensen ondergoed dragen is om hun kleding te beschermen tegen vuil zoals zweet of urine. Daarnaast biedt ondergoed soms steun. Een beha bijvoorbeeld kan steun bieden aan de borsten, een slip heeft dezelfde functie voor het mannelijke geslachtsdeel. Sommig ondergoed zoals een corset kan gebruikt worden om iemands lichaamsvorm tijdelijk te veranderen. Er is ook speciaal ondergoed die steun biedt tijdens het sporten. Zo is er ondergoed met een toque en zijn er sportbeha's die meer steun bieden. In koudere delen van de wereld dient ondergoed ook als een extra isolerende laag, wat de drager ervan warm houdt. Ondergoed kan ook gedragen worden voor extra visuele afscherming.

## Soorten ondergoed
- Babydoll
- Beha & sportbeha
- Body
- Bustier
- Corselet
- Guêpière
- Kousen
  - Jarretelle en jarretellengordel
  - Kousenbanden
  - Panty /herenpanty
- Korset
- Legging
- Nachthemd
- Onderbroek
  - Boxershort
  - Boyshorts
  - Slip
  - String
  - Tangaslip
- Onderhemd
- Thermisch ondergoed
- T-shirt